# بیل آدامز
بیل آدامز (انگلیسی: Bill Adams (footballer, born 1902)؛ ۳ نوامبر ۱۹۰۲ – ۱۵ مارس ۱۹۶۳) یک بازیکن فوتبال اهل انگلستان بود.
از باشگاه‌هایی که در آن بازی کرده‌است می‌توان به باشگاه فوتبال ساوت‌همپتون، باشگاه فوتبال وستهام یونایتد، باشگاه فوتبال ساوتند یونایتد، و باشگاه فوتبال گیلفورد سیتی اشاره کرد.

## فوتبال حرفه‌ای
بیل متولد تینموث بود. وی فوتبال حرفه‌ای را با ساندرلند کولیری آغاز کرد و سپس به سمت جنوب به باشگاه فوتبال گیلفورد سیتی پیوست.